# George "Gabby" Hayes
George "Gabby" Hayes (7 de mayo de 1885 - 9 de febrero de 1969) fue un actor radiofónico, cinematográfico y televisivo estadounidense, conocido principalmente por sus numerosas actuaciones en películas de género western interpretando al personaje compañero del protagonista.

## Inicios
Su nombre completo era George Francis Hayes, y nació en Wellsville, NuevaYork, en el seno de una familia de siete hijos, de los cuales él era el tercero. Su padre, Clark Hayes, dirigía un hotel y trabajaba en la producción petrolífera. En la familia no había ninguna relación con el ambiente cowboy y, de hecho, Hayes no aprendió a cabalgar hasta pasados los cuarenta años de edad, por exigencias de su trabajo artístico. 
George Hayes jugó de manera semi-profesional al béisbol mientras estaba en la high school, y abandonó su casa en 1902, a los 17 años de edad. Se unió a una compañía teatral, y también habría viajado un tiempo con un circo. Tuvo tanto éxito con estas actividades, que en 1928, con 43 años de edad, se retiró a vivir en una casa en Baldwin, NuevaYork. Sin embargo, perdió todos sus ahorros al año siguiente, en el crack del 29. 

## Carrera cinematográfica
Tras ello se mudó con su esposa a Los Ángeles, donde Hayes tuvo un encuentro casual con el productor Trem Carr, que le gustó su aspecto, y que le dio treinta papeles que interpretó en los seis años siguientes. En su carrera inicial los papeles fueron muy diversos, llegando incluso a interpretar a dos personajes en un mismo film. Encontró su oportunidad en el creciente género del western cinematográfico, buena parte del cual se trataba de seriales con personajes recurrentes.
Hayes interpretó el papel de Windy Halliday, compañero de Hopalong Cassidy (William Boyd), entre 1935 y 1939. En 1939 dejó Paramount Pictures por una discusión sobre su salario, pasando a Republic Pictures. Paramount mantenía los derechos sobre el nombre Windy Halliday, por lo que se ideó un nuevo mote para el personaje de Hayes: Gabby. Como Gabby Whitaker, Hayes intervino en más de 40 películas entre 1939 y 1946, usualmente junto a Roy Rogers, aunque también con Gene Autry o Wild Bill Elliott, a menudo bajo la dirección de Joseph Kane. Hayes trabajó también repetidas veces al lado de estrellas del western como Randolph Scott (6 veces) y John Wayne (unas 20 veces). 
Hayes se convirtió en un intérprete popular, y de manera consistente aparecía entre los diez actores favoritos de la época en las encuestas llevadas a cabo entre los espectadores. Así, su nombre se encontraba en las listas del Motion Picture Herald y del Boxoffice como una de las diez estrellas wéstern con mayor recaudación a lo largo de doce años seguidos, más una decimotercera ocasión en 1954, cuatro años después de su última película.
El género wéstern declinaba a finales de la década de 1940, y Hayes hizo su última actuación para el cine en The Cariboo Trail (1950). Después se pasó a la televisión y presentó The Gabby Hayes Show, una serie western, entre 1950 y 1954 en la cadena NBC, amén de una nueva versión en 1956 para ABC. Cuando finalizó la serie, Hayes se retiró del mundo del espectáculo. Cedió su nombre a una serie de comic book y a un campamento de verano para niños en Nueva York.

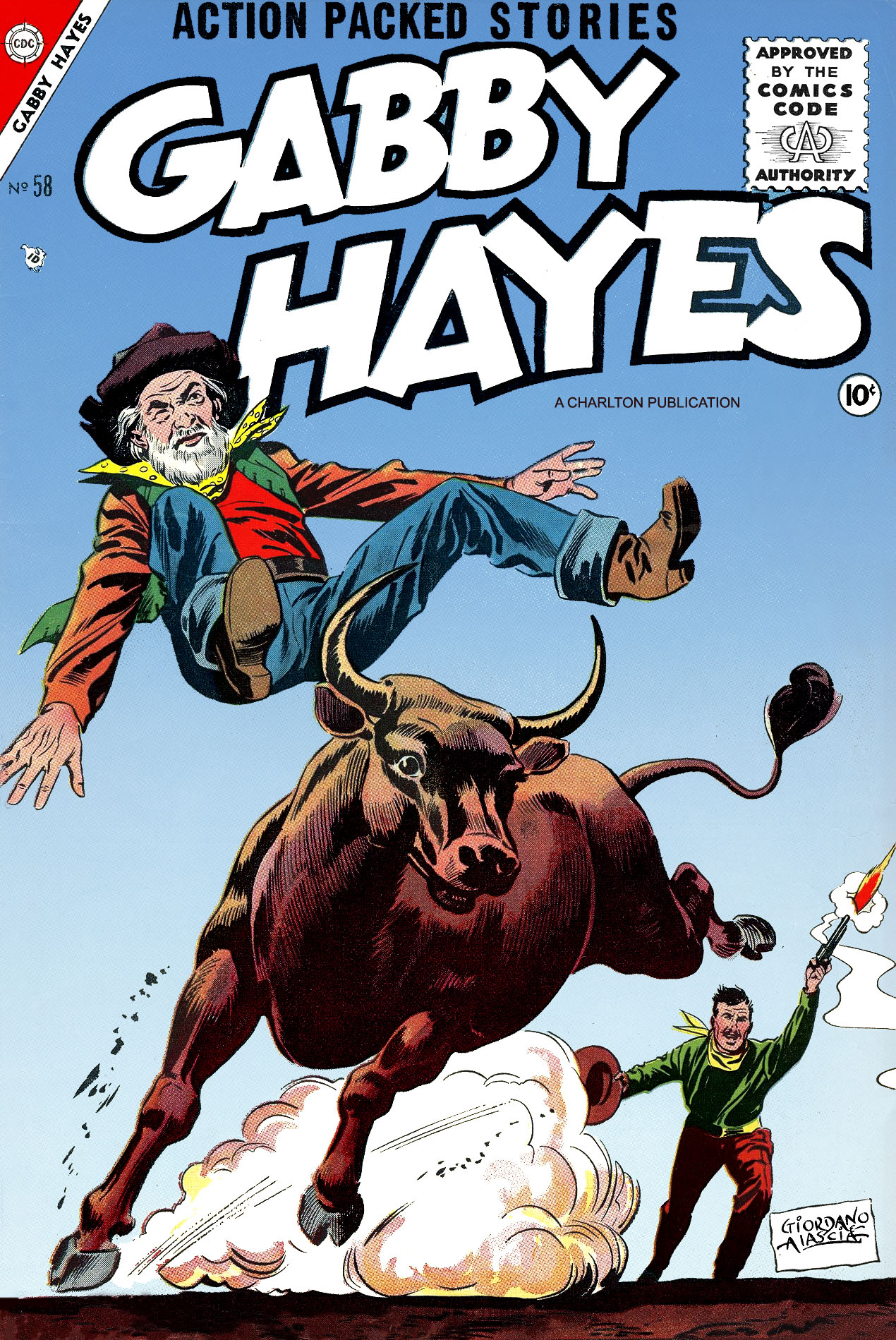
Portada de Dick Giordano para el n.º 58 de la revista de Charlton Comics (junio de 1956).

## Vida personal
Hayes se casó con Olive E. Ireland el 4 de marzo de 1914. Ella trabajó con su marido en el vodevil, actuando bajo el nombre de Dorothy Earle. Además convenció a su marido en 1929 para buscar trabajo en el cine, por lo cual el matrimonio se trasladó a Los Ángeles. La pareja permaneció unida hasta el fallecimiento de Ireland el 5 de julio de 1957. No tuvieron hijos.
Tras la muerte de su esposa, Hayes vivió en North Hollywood, Los Ángeles, California. En los inicios de 1969 ingresó en el St. John Hospital de Burbank, California, para recibir tratamiento de una enfermedad cardiovascular. Falleció allí el 9 de febrero de 1969, a los 83 años de edad. George "Gabby" Hayes fue enterrado en el Cementerio Forest Lawn Memorial Park de Los Ángeles.

## Galardones
Por su contribución a la radio, Gabby Hayes tiene una estrella en el Paseo de la Fama de Hollywood, en el 6427 de Hollywood Boulevard, y una segunda estrella en el 1724 de Vine Street por su trabajo televisivo. Además, en 2000 fue admitido a título póstumo en el Western Performers Hall of Fame del National Cowboy & Western Heritage Museum en Oklahoma City, Oklahoma.

## Filmografía parcial
- Jinetes del destino (1933)
- El texano afortunado (1934)
- El secreto de vivir (1936)
- The Plainsman (1937)
- Dark Command (1940)
- En el viejo Oklahoma (1943)
- El Paso (1949)
- The Cariboo Trail (1950)

## Cómics
- Gabby Hayes Adventure Comics 1 (1953. Toby Press)
- Gabby Hayes Western 1-59 (1948-1957. Fawcett Publications)
- Gabby Hayes Western 50-111 (1951-1955. L. Miller B&W reprints of Fawcett Comics)